# Rick & Steve: The Happiest Gay Couple in All the World
Rick & Steve: The Happiest Gay Couple in All the World ist eine im Stop-Motion-Verfahren produzierte kanadische Fernsehserie. Regisseur ist Q. Allan Brocka. 
Seit 2007 läuft die Serie, von der bereits zwei Staffeln produziert wurden, auf dem Fernsehsender Logo. In Deutschland wurde die Serie von 2008 bis Juni 2010 im Fernsehsender TIMM ausgestrahlt. Die ersten Kurzfilme wurden mit Legofiguren und Bausteinen animiert. Spätere Episoden nutzen eigene Figuren, die in der Gestaltung aber weiterhin an Lego- und Playmobilfiguren angelehnt sind.

## Handlung
Die Fernsehserie Rick & Steve: The Happiest Gay Couple in All the World thematisiert durch die animierten Figuren das Zusammenleben des schwulen Paares Rick und Steve sowie des befreundeten schwulen Paares Chuck und Evan und des lesbischen Paares Dana und Kirsten. Alle drei Paare leben in dem fiktionalen Lesben- und Schwulenviertel von West Lahunga Beach. In der animierten Sitcom wird der Alltag der drei Paare sowie ihrer Freunde und Familien thematisiert. Der Titel der Fernsehserie ist leicht ironisch gemeint, da am Beispiel der drei Hauptpaare die typischen Beziehungsprobleme dargestellt werden, mit welchen (jedoch nicht nur) Schwule und Lesben konfrontiert sind. Beispielsweise entscheiden sich Dana und Kirsten mit Hilfe einer Samenspende von Rick zu einem Baby, und zwischen Chuck und Evan besteht ein hoher Altersunterschied von 31 Jahren.
Die Serie richtet sich an ein Erwachsenenfernsehpublikum und ist im Stil des Humors politisch inkorrekt. In einigen Bereichen ähnelt sie dem Stil der Zeichentrickserie South Park.

## Hauptfiguren
Alle Hauptfiguren stellen mehr oder weniger überzeichnete Stereotype der Schwulen- und Lesbenszene dar: Rick ist der intellektuelle, feingeistige und effeminierte Typ, sein Partner Steve verkörpert dagegen den bodenständigen Proll, der schwules Gebaren vermeidet (‚straight-acting‘). Im Gegensatz zu den promisken Chuck und Evan, welche eine sexuell offene Beziehung führen, stellen diese beiden das ‚spießige‘ Schwulenpärchen dar, welches etwa ihrer Katze ein komplettes ‚Kinderzimmer‘ einrichtet.
Auch sexuell sind die Rollen klar verteilt und werden häufig thematisiert: Rick ist ‚Bottom‘, Steve ‚Top‘.
Auch das Frauenpärchen ist eine Karikatur lesbischer Stereotype: Dana ist die ‚Butch‘, also das Mannweib, Kirsten dagegen das sensible Fräulein. Als wichtige Nebenfigur sei Condi erwähnt, eine schwergewichtige ‚Fag hag‘, die stets schwulen Männern hinterherläuft.

## Besetzung und Synchronisation
Die Serie wurde bei der Elektrofilm vertont. Oliver Feld schrieb die Dialogbücher und führte die Dialogregie.
| Rolle          | Englischer Sprecher                    | Deutscher Sprecher |
| -------------- | -------------------------------------- | ------------------ |
| Rick Brocka    | Will Matthews                          | Monty Arnold       |
| Steve Ball     | Peter Paige                            | Oliver Feld        |
| Kirsten Kellog | Emily Brooke Hands Jessica-Snow Wilson | Dascha Lehmann     |
| Dana Bernstein | Taylor M. Dooley                       | Martina Treger     |
| Chuck Masters  | Alan Cumming                           | Thomas Hailer      |
| Evan Martinez  | Wilson Cruz                            | Dirk Stollberg     |
| Condi Ling     | Margaret Cho                           | Daniela Reidies    |